# (500065) 2011 UO303
(500065) 2011 UO303 es un asteroide perteneciente al cinturón de asteroides, descubierto el 18 de octubre de 2011 por el equipo del Spacewatch desde el Observatorio Nacional de Kitt Peak, Arizona, Estados Unidos.

## Designación y nombre
Designado provisionalmente como 2011 UO303.

## Características orbitales
2011 UO303 está situado a una distancia media del Sol de 2,164 ua, pudiendo alejarse hasta 2,388 ua y acercarse hasta 1,939 ua. Su excentricidad es 0,103 y la inclinación orbital 3,586 grados. Emplea 1162,97 días en completar una órbita alrededor del Sol.

## Características físicas
La magnitud absoluta de 2011 UO303 es 18,4. Está asignado al tipo espectral.